# Lovoš
Lovoš (570 m n.p.m.) – góra w północnych Czechach, w kraju ujskim, okresie litomierzyckim, położona 2 kilometry od Lovosic. Ze względu na stożkowaty kształt jest jedną z najbardziej charakterystycznych gór Czeskiego Średniogórza.
Zbudowana jest głównie ze skał bazaltowych (Velký Lovoš) oraz fonolitów (Malý Lovoš). Południowe stoki porastają krzaki i roślinność stepowa, stoki północne – las. W 1948 na masywie Lovoša założono rezerwat przyrody. Z roślin znajdujących się pod ochroną można wymienić dyptam jesionolistny, sasankę łąkową, ostnicę Jana, dziewannę fioletową czy dereń jadalny. Spośród gatunków fauny na Lovošu występują m.in.: ortolan, świergotek drzewny, żmija zygzakowata i gniewosz plamisty.

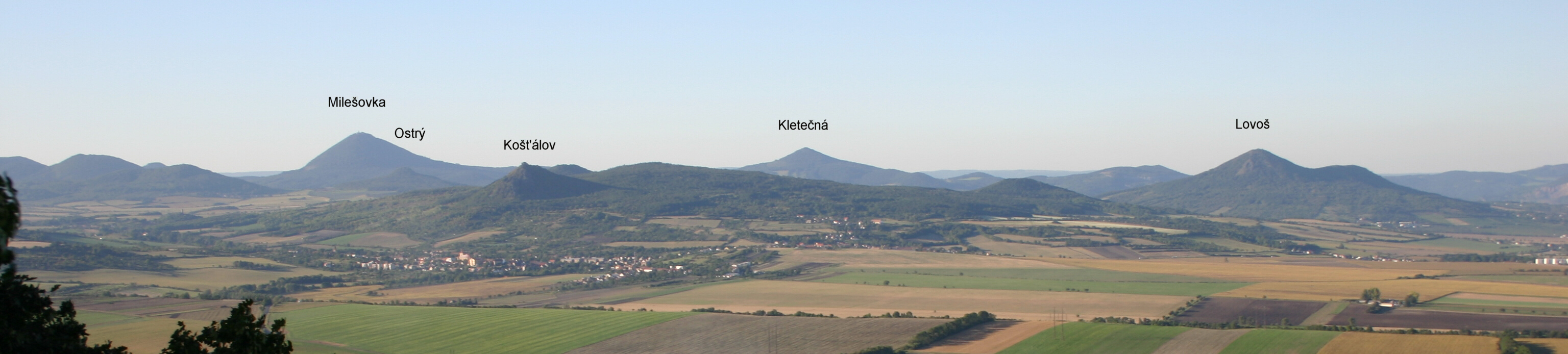
Panorama Czeskiego Średniogórza, Lovoš po prawej

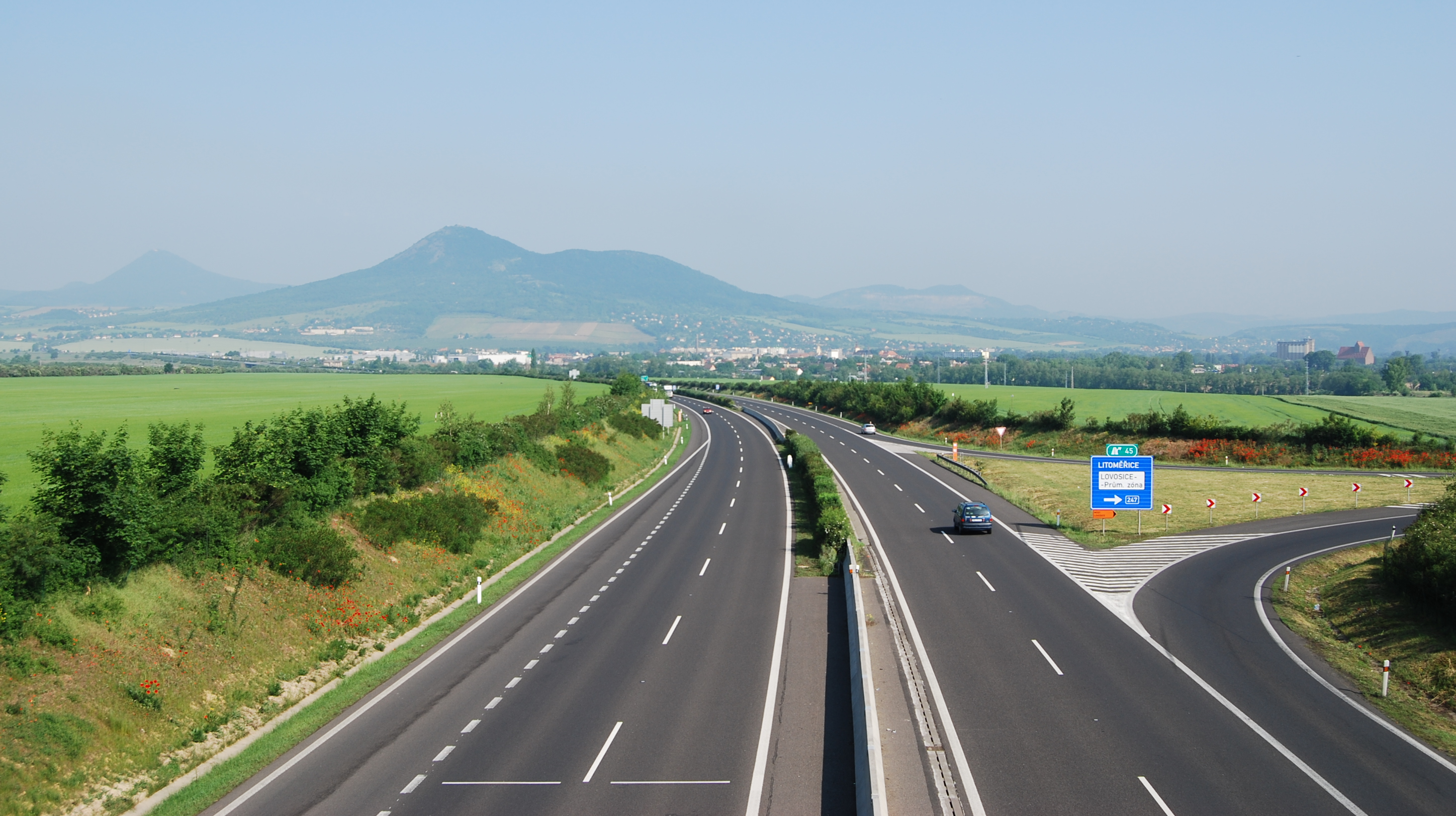
Widok na Lovoš z autostrady D8

Ze szczytu roztacza się rozległy widok na dolinę Łaby. W 1924 na wierzchołku zostało wybudowane schronisko, jest ono czynne do dziś.

## Turystyka
- zielony: Lovosice – Lovoš
- niebieski: Velemín – Oparno – Lovoš
- żółty: Malé Žernoseky – Opárenské údolí – Lovoš – Bílinka